# Love in a Mist
Love in a Mist (альтернативное название Loveinamist) — пятый студийный альбом британской певицы Марианны Фейтфулл, выпущенный в 1967 году. За фотографии и дизайн отвечал Майкл Купер.
Большинство песен были выпущены несколькими месяцами ранее на Faithfull Forever, вышедшем только в США . Это был её последний студийный альбом вплоть до выхода Dreamin’ My Dreams 1977 года.

## Список композиций
1. «Yesterday» (Джон Леннон, Пол Маккартни)
2. «You Can’t Go Where the Roses Go» (Джеки Дешаннон[англ.])
3. «Our Love Has Gone» (Крис Эндрюс[англ.])
4. «Don’t Make Promises» (Тим Хардин)
5. «In the Night Time» (Донован)
6. «This Little Bird» (Джон Д. Лаудермилк)
7. «Ne Me Quitte Pas» (Жак Деми, Мишель Легран)
8. «Counting» (Боб Линд[англ.]) (только в британской версии)
9. «Reason to Believe[англ.]» (Тим Хардин)
10. «Coquillages» (Марсель Стеллман)
11. «With You in Mind» (Джеки Дешаннон)
12. «Young Girl Blues» (Донован)
13. «Good Guy» (Донован)
14. «I Have a Love» (Стивен Сондхайм, Леонард Берстайн)

Бонус-треки на CD переиздании 1998 года:
1. «Hang On to a Dream[англ.]» (Тим Хардин)
2. «Rosie, Rosie» (Рэй Дэвис)
3. «Monday, Monday[англ.]» (Джон Филлипс)